# Setodes terminalis
Setodes terminalis är en nattsländeart som beskrevs av Banks 1920. Setodes terminalis ingår i släktet Setodes och familjen långhornssländor. Inga underarter finns listade i Catalogue of Life.